# Protocaiman
Protocaiman — це каймановий рід крокодилів, вперше описаний у 2018 році. Типовий вид Protocaiman peligrensis був виявлений у формації Саламанка в Аргентині та мешкав у Патагонії в епоху палеоцену.